# Герб Старосинявського району
Герб Старосинявського району — офіційний символ Старосинявського району, затверджений 15 грудня 2006 р. рішенням сесії районної ради.

## Опис
На червоному щиті з лазуровою главою срібний козацький хрест на вигнутій зеленій базі. В главі - срібна шестипроменева зірка над срібним півмісяцем. Щит облямований вінком з зеленого дубового листя та золотого колосся пшениці, оповитим синьо-жовтою стрічкою, у клейноді - золоте усміхнене сонце в лазуровому щитку, облямованому золотим рослинним орнаментом. Під вінком - кетяг калини. 

Автор - В.М.Ільїнський.